# Насонов Микола Вікторович
Микола Вікторович Насонов (рос. Николай Викторович Насонов; 14 [26] лютого 1855, Москва — 1 лютого 1939 або 11 лютого 1939, Москва) — російський зоолог, академік Петербурзької академії наук.

## Біографія
Микола Насонов народився 1855 року в Москві. Навчався у 2-й Московській гімназії. Закінчив курс (1874-1879) на природничому відділенні фізико-математичного факультету Московського університету (1879) і був затверджений асистентом Зоологічного музею (1878-1880). З 1884 року працював в Одесі у професора А. О. Ковалевського. Захистив 1887 року магістерську дисертацію «Розвиток нижчих ракоподібних і морфологія нижчих комах» і вступив на посаду приват-доцента в Новоросійський університет, де читав лекції з ентомології. Перейшов 1889 року до Варшавського університету. Захистив (1890) докторську дисертацію «Матеріали з природної історії мурах». Призначений екстраординарним, потім ординарним професором кафедри зоології Варшавського університету, завідував (до 1906) зоологічним кабінетом університету. Автор класичних праць з біології віялокрилих комах, робіт про розвиток африканського страуса. Декан фізико-математичного факультету Варшавського університету.
У 1906 році був обраний ординарним академіком (член-кореспондент з 1897). Був директором зоологічного музею Імператорської Академії Наук (1906-1921), лабораторії експериментальної зоології АН СРСР (1921-1931) і лабораторії Інституту цитології, гістології та ембріології АН СРСР (1934-1939).
Наукові праці Насонова стосуються анатомії круглих черв'яків, гістології комах загалом, морфології та систематики мурашок і віялокрилих, історії розвитку страуса та багатьох інших. Потім Насонов цілком перейшов на вивчення морфології, систематики та фауністики диких баранів Євразії.
Ініціатор видаваної Академією Наук за його редакцією великої праці «Фауна Росії та суміжних країн, переважно за колекціями зоологічного музею Імператорської Академії Наук» (згодом — «Фауна СРСР»; за його редакцією вийшли 25 книг). Ініціатор комплексного вивчення Байкалу (1916). Статті Насонова, популярні та прикладного змісту, присвячені, головним чином, бджільництву, почасти рибництву.
Приєднав свій впливовий голос до захисту в політичній «справі Лузіна» (1936).
Помер 11 лютого 1939 року. Похований на Новодівичому кладовищі в Москві.